# Помаре IV
Помаре IV (Pōmare IV; 1813—1877) — королева острова Таити с 1827 по 1877 год. Полное имя — Аимата Помаре IV Вахине-о-Пунуатераитуа (ʻAimata Pōmare IV Vahine-o-Punuateraʻitua).

## Биография
Незаконная дочь Помаре II, сводная сестра Помаре III. Стала правительницей острова Таити в возрасте 14 лет после смерти своего брата, Помаре III. В 1824 году вышла замуж за Тапоа II, шестнадцатилетнего правителя острова Бора-Бора, однако в 1829 году, когда стало известно о его бесплодии, она отказалась от мужа и в 1832 году вышла замуж за Тенаниа с острова Раиатеа. Помаре объединила острова Раиатеа и Бора-Бора с Королевством Таити. В период с 1843 по 1877 год правила под контролем французской администрации.

### Внутренняя политика
Королева Помаре изначально не проявляла никакого интереса к христианству, а в 1830 году даже выразила свою поддержку местной секте мамаиа, появившейся в 1826 году и представлявшей собой смешение христианский идей с дохристианскими верованиями острова Раиатеа (включало в себя вольное сексуальное поведение, пьянки и веру в неизбежное возвращение Христа; секта просуществовала до 1841 года). Тем не менее, несмотря на шаткое положение христианских учений на островах, именно христианский миссионер Джордж Притчард стал в 1830-е годы королевским советником, а в 1832 году королева Помаре попыталась назначить его в качестве британского консула (одобрение его кандидатуры британским правительством было получено только в 1838 году). К тому времени Папеэте стал крупным портовым городом, в котором часто бывали европейские торговцы.

### Внешняя политика
В 1836 году на островах Общества высадились первые католические миссионеры-французы, хотя к тому времени большая часть населения, в том числе знать, исповедовала христианство, но в протестантском виде, завезённом на архипелаг британским миссионерами из Лондонского миссионерского общества. По совету протестанта-миссионера Притчарда королева Помаре приняла решение о запрете деятельности католической миссии, и в скором времени прибывшие католические священники были изгнаны с островов. Этот шаг вызвал недовольство французского правительства, которое приняло решение отправить к берегам острова Таити фрегат Venus под командованием Абеля Дюпти-Туара, чтобы добиться выплаты компенсации в размере 2000 испанских долларов и официальных извинений от королевы. Помаре была крайне подавлена этими действиями и приказала Притчарду собрать необходимую сумму, а после этого сместила его с должности советника (в 1844 году он был депортирован с острова французами). Хотя Помаре хотела вмешательства британского правительства в конфликт (для этой цели она послала королеве Виктории петицию об установлении над Таити британского протектората), в 1839 году Британская империя отказалась от получения контроля над островом.

### Установление протектората
Этим воспользовались французы: в 1842 году французский корабль под командованием капитана Абеля Дюпти-Туара официально захватил Маркизские острова, а чуть позже направился к острову Таити, где французы вновь потребовали выплаты 2000 испанских долларов в течение 48 часов, чего не могло сделать таитянское правительство. Королева Помаре согласилась на любые условия французов, опасаясь оккупации острова. В результате Дюпти-Труар установил над Таити французский протекторат (официально решение об этом было принято правительством Франции в 1843 году). Когда Дюпти-Туар побывал на Таити в третий раз, он хотел объявить о полном французским суверенитете над островом и свергнуть королеву, однако французское правительство отказалось от этой идеи. Помаре же тем временем переехала на остров Раиатеа, где в 1847 году официально признала установление французского протектората. События, разворачивавшиеся вокруг Таити, вызвали большое недовольство населения британских колоний Австралия и Новая Зеландия. Для того, чтобы успокоить британское правительство, Франция пообещала не ущемлять на острове интересы протестантских миссионеров, Британия, в свою очередь, отказалась от военного вмешательства. В 1847 году между Британией и Францией было подписано соглашение, по которому за Британской империей сохранялась Новая Зеландия, а за Францией — Маркизские острова вместе с Таити. Помаре IV, в свою очередь, возвращалась с острова Раиатеа на Таити, её власть сохранялась, но при этом сильно ограничивалась.
Из-за раздоров между католическими и протестантскими миссионерами в 1852 году в Таити вспыхнула революция; туземцы провозгласили на острове республику. Французы восстановили власть королевы, но она в мае 1852 года отказалась от прав на престол в пользу своих сыновей. 
Королева Помаре умерла в 1877 году. Престол наследовал её сын, Помаре V.